# 岩尾城 (肥後国)
岩尾城（いわおじょう）は、熊本県上益城郡山都町にあった中世の日本の城（山城）。山都町指定史跡。

## 立地・構造

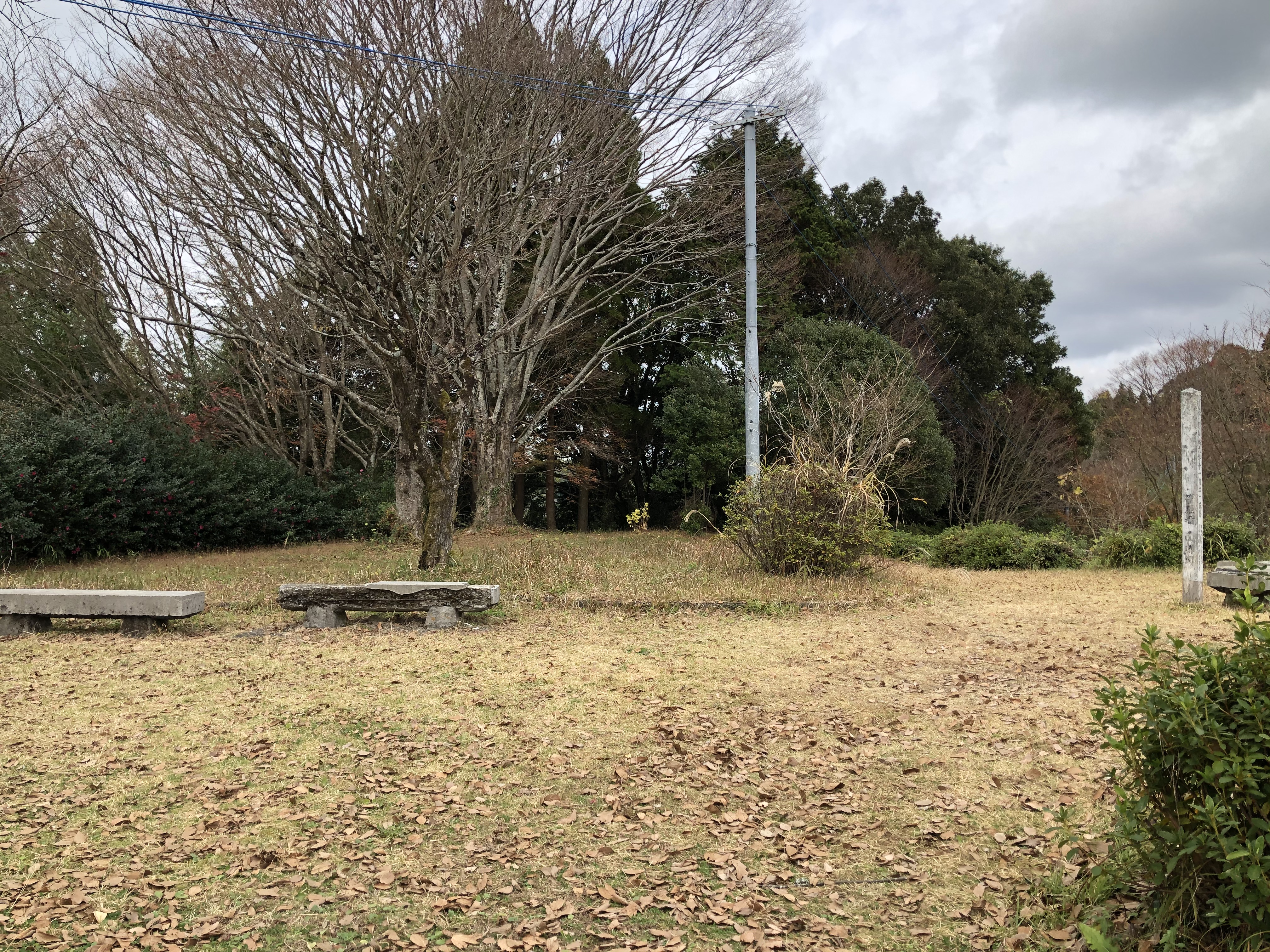
二の丸跡

熊本県上益城郡山都町の、城原字本丸および二の丸に位置する。城地は標高482ｍの尾根の南西端にあり、北・西・南は轟川に囲まれる。西端の最高所が本丸で、周辺斜面には同心円状の曲輪があった。その南側にある長円状の平坦地が二の丸、北東の尾根を削平した面が三の丸と呼ばれる。三の丸東側の堀切を挟み、土塁が残る。

## 歴史
築城年代は明らかではないが、浜の館で非常事態がおきた場合に備えて阿蘇惟忠が築いたとされる。天文21年（1552年）には火事があった事が記録されている。天正年間には甲斐氏が、小西氏の領土となった後は結城弥平次や大田市兵衛が城代を務めた。関ヶ原の戦いの後、加藤清正が領主となって慶長6年（1601年）に長尾善政を城代にした。善政の死後に入った加藤正直は慶長17年（1612年）に内牧城に移り、岩尾城は廃城となった。ただし、長尾・加藤は近くの愛藤寺城（矢部城）城代を兼帯していたとされ（『肥後古城考』など）、また加藤家の文書では関ヶ原の戦い後に支城を整理した際に残された城は愛藤寺城を含めた7城であるため、実際に加藤家統治時代に城代がいて機能していたのも岩尾城ではなく愛藤寺城であった可能性が高い。